# Jean-Louis Ravenel
Jean-Louis Ravenel (ur. 3 czerwca 1943 roku) – francuski kierowca wyścigowy.

## Kariera
Ravenel rozpoczął karierę w międzynarodowych wyścigach samochodowych w 1972 roku od startu w klasie S 3.0 24-godzinnego wyścigu Le Mans, którego jednak nie ukończył. W późniejszych latach Francuz pojawiał się także w stawce European Touring Car Championship. w 1976 zwyciężył w klasie T 24-godzinnego wyścigu Le Mans.